# 西林街道 (内江市)
西林街道，是中华人民共和国四川省内江市东兴区下辖的一个街道级行政单位。

## 行政区划
西林街道下辖以下地区:月亮社区,兴盛路社区,西林社区,桐梓社区,师院社区,汉安社区,双龙村,太平村,五星村,星桥社区